# Somni
Somni es el proyecto de digitalización del fondo antiguo de la Biblioteca Histórica de la Universitat de València, dentro del Repositori de Contingut Lliure de la Universitat de València (RODERIC).

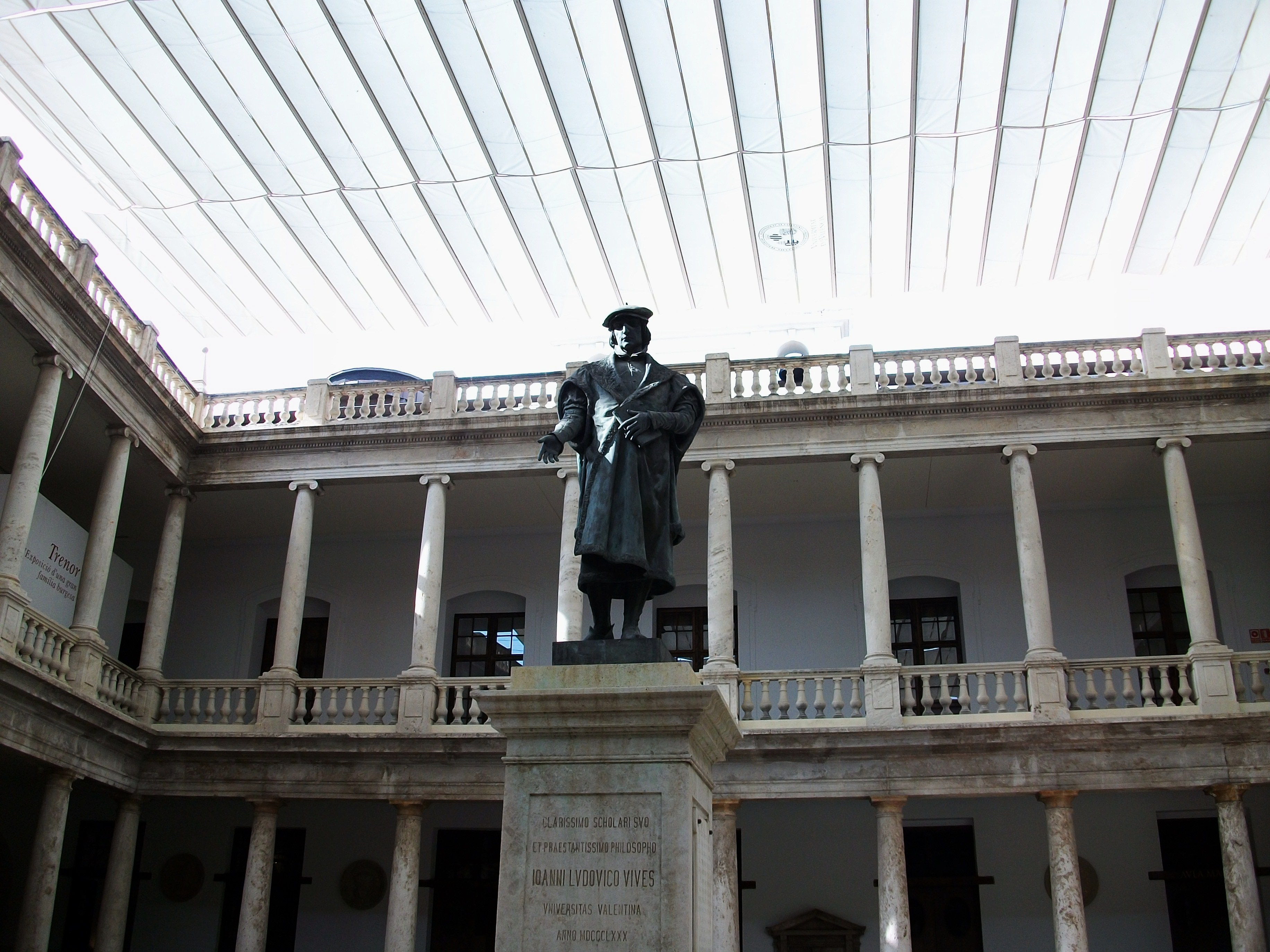
Claustro del edificio de la Nau, Universidad de Valencia

## Historia
El proyecto nació en 2001 a cargo del Servei de Biblioteques i Documentació, en colaboración con el Servei d'Informàtica de la Universitat de València. 
La colección Somni tiene como objetivo la consulta y difusión pública a través de Internet del valioso patrimonio bibliográfico conservado en la Universitat de València y al mismo tiempo preservar su conservación. El nombre de la colección alude al título del incunable El somni de Johan Johan de Jaume Gazull , ejemplar único en España, conservado en la Biblioteca Històrica de la Universitat de València.
La Biblioteca Histórica de la Universitat de València se creó en 1785 gracias a la importante donación de libros de Don Francisco Pérez Bayer y a partir de este momento fue engrosando sus fondos por medio de compras, donaciones e intercambios hasta llegar a la actualidad.Conserva un importante fondo antiguo en el que se encuentran obras de los grandes autores medievales y del Renacimiento europeo, actuando además como un reflejo de la cultura y la intelectualidad valenciana de la época.
Somni ha digitalizado la mayoría de los incunables que conserva la Biblioteca Histórica, entre los que se encuentran libros raros y ejemplares únicos, como por ejemplo, las Obres o Trobes de en lahors de la Verge Maria, considerado como la primera obra literaria impresa en España, o el Tirant lo Blanch de Joanot Martorell, impreso por Nicolás Spindeler en Valencia en 1490. Uno de los fondos más importante es el constituido por los códices del Duque de Calabria, procedentes del Monasterio de San Miguel de los Reyes, que pasaron a formar parte de la Biblioteca Histórica con la desamortización de Mendizábal en 1835. Parte de la colección de códices manuscritos del Duque de Calabria han sido digitalizados para formar parte del proyecto Europeana Regia. 
Además de los incunables y los libros manuscritos de la Biblioteca Histórica, el proyecto Somni integra una selección de los impresos publicados entre los siglos XV y XX. La colección va creciendo diariamente.

## Colecciones

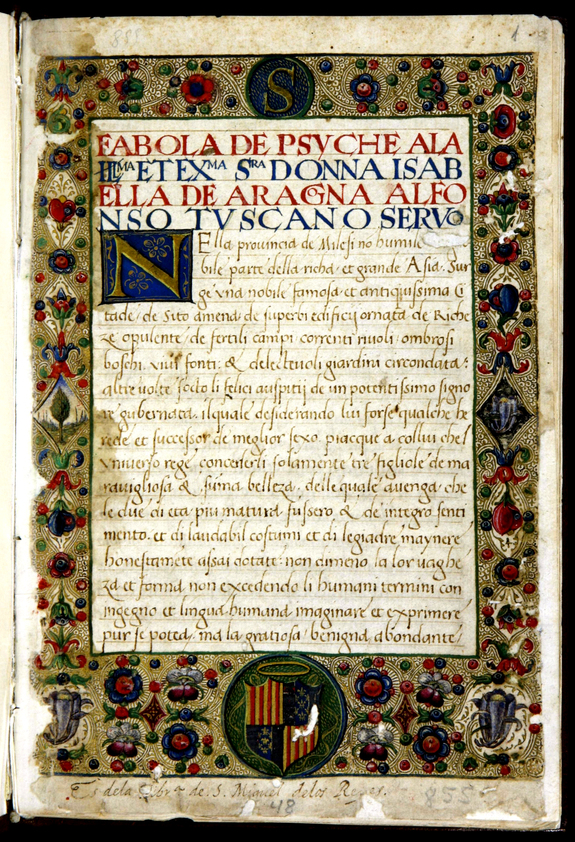
Colección "Duque de Calabria"

El proyecto Somni distribuye los fondos digitalizados en distintas colecciones. 

### Manuscritos del Duque de Calabria
Procedentes del Monasterio jerónimo de San Miguel de los Reyes, fundado en 1546 por Fernando de Aragón, Duque de Calabria, y su esposa Germana de Foix. En él se albergó parte de la riquísima biblioteca iniciada por Alfonso V de Aragón en su corte napolitana. De los aproximadamente 2500 volúmenes de que constaba la biblioteca originaria, el Duque de Calabria trajo a Valencia unos 1000, de los cuales casi 250 ingresaron en los fondos de la Universitat de València.
Estos responden a la preocupación humanista de los reyes napolitanos: obras de los clásicos, de los humanistas vinculados a la corte, libros religiosos, Biblias, obras en lengua romance, etc. Los ejemplares son en su mayoría un claro exponente del códice renacentista: libro de lujo en vitela, con escritura humanística, rica decoración en la que abunda el oro y los motivos renacentistas (putti, animales exóticos, "bianchi girari", medallones, emblemas de la casa real de Nápoles, etc.). La mayoría de los códices conservan sus encuadernaciones originales, principalmente de estilo mudéjar.

### Libros impresos
Organizados por épocas, existiendo colecciones para el siglo XV (correspondiente a los incunables), el siglo XVI, el siglo XVII, el siglo XVIII, el siglo XIX y el siglo XX.

### Darwin
Charles R. Darwin (1809-1882) estableció las bases de la actual teoría central en la explicación de la vida y los fenómenos que se asocian: la teoría de la evolución por selección natural. 
Con esta colección se pretende acercar al público la obra del personaje. Los documentos de esta colección corresponden a las primeras ediciones en español de las obras de Darwin que se conservan en la Biblioteca Histórica de la Universitat de València y que fueron digitalizadas con motivo del centenario del autor.
Valencia fue uno de los más importantes focos en la difusión del evolucionismo en España. Las primeras exposiciones que conocemos de las ideas de Darwin son del barcelonés Rafael Cisternas (1818-1876), catedrático de historia natural en la Universitat de València. El más activo divulgador valenciano del evolucionismo será Pelegrí Casanova (1849-1919), catedrático de anatomía, mientras que las realizaciones científicas en clave evolucionista más exitosas vendrán de la mano del naturalista Eduard Boscà (1843-1924), autor de importantes estudios sobre reptiles y anfibios ibéricos y a la vez destacado paleontólogo.

### Gozos
La palabra gozos procede del latín gaudium, cuyo significado es alegría, ya que estos son composiciones poéticas de carácter religioso que cantan con fervor las festividades religiosas. Sus textos aluden a los hechos más relevantes o memorables de la vida de la Virgen, de Jesús o de los santos; a sus virtudes, al hallazgo de su imagen, o a su milagrosa intercesión ante calamidades como epidemias, guerras, sequías y otras desgracias. De ese modo se puede llegar a conocer la vida y milagros, así como las virtudes del titular de los gozos. De carácter oral o escrito, su origen arranca en la Edad Media y se plasman en muchos casos en documentos de gran valor artístico. 
Las composiciones poéticas están escritas en versos en heptasílabos u octosílabos, agrupados en estrofas de cuatro, seis u ocho versos, con una cuarteta o tonada inicial y final. Los versos suelen estar escritos en dos o tres columnas separadas por motivos tipográficos, e impresos en hojas sueltas de tamaño folio, generalmente adornados por una orla tipográfica y un pequeño grabado, generalmente xilográfico, que encabeza el texto en la parte superior, inmediatamente después del título. En el grabado aparece la imagen del titular, convirtiéndose estos en una fuente iconográfica para otras muchas artes.

### Carteles de la Guerra Civil
Una parte especialmente valiosa del fondo de la Biblioteca Histórica son los 260 carteles provenientes en su mayoría de las recuperaciones de guerra, incautaciones posteriores, o depósitos hechos cuando Valencia fue capital de la España republicana. Esta colección de signo obviamente de izquierdas, si nos atenemos a la circunstancia histórica en que surge, es un valioso material con el que estudiar los valores estéticos, los aspectos políticos, las implicaciones personales, etc., así como el desarrollo de nuestras artes gráficas. La explosión cartelística que se dio durante la Guerra, fue la respuesta a la necesidad de propaganda y estímulo en una confrontación eminentemente popular, que requería de unos medios de expresión artística adecuados. 
Estos carteles procedentes de la Guerra Civil, permanecieron intactos en el "infierno" de la Biblioteca durante muchos años, circunstancia que ha favorecido su conservación. La temática es variada, relacionada con las necesidades de guerra (como la propaganda política o sindical, el antifascismo, el estímulo a la producción, etc.), expresión de las prioridades en la política de la República (cultura, sanidad, etc.). Editados por las organizaciones políticas y sindicales (UGT, Socorro Rojo, CNT, etc.) o gubernamentales (Ministerio de Instrucción Pública, Dirección General de Bellas Artes, etc.), la mayor parte fueron realizados en imprentas valencianas (Gráficas Ortega, Litografía J. Ariño, etc.). Este fondo ha sido estudiado, entre otros, por Facundo Tomás, Javier Pérez Rojas y José Luis Alcaide. En el año 2002 la Universidad organizó una exposición que tituló "Art i propaganda", en ella se mostró gran parte de la colección; existe una base de datos, con apéndice documental, de aquella exhibición.

### Grabados
Se implementa un cuadro de clasificación por grupos temáticos de los grabados y ex libris de la colección de la Universitat de València. Se trata de grabados que se encuentran integrados en obras que van desde el siglo XV al XX.

### Mapas de la Guerra Civil
Desde Somni se pueden consultar más de 200 hojas de mapas publicados por ambos bandos durante la Guerra Civil de 1936 a 1939. En una primera fase (2014-2015) fueron digitalizados los materiales referentes al territorio valenciano (79 hojas). A partir de 2015 se han ido añadiendo mapas de diferentes territorios. 
Son de diversos escenarios de la guerra, como la Batalla del Ebro, algunos folios de los alrededores de Barcelona y sobre todo 24 hojas a escala 1:10.000 de los alrededores de Madrid, hechos en 1937-38, con los principales escenarios de los combates por la capital: la entonces Ciudad Universitaria, Colmenar Viejo, Las Rozas, Brunete o Carabanchel Bajo. Progresivamente irá incorporándose el resto de esta importante colección patrimonial de la Universitat de València.

### Mapas
En esta colección podemos encontrar desde cartas náuticas y mapas pluviométricos hasta planos de diferentes localidades. 

### Publicaciones periódicas
Recientemente se han digitalizado todos los números del Diario de Valencia existentes en el fondo de la Universitat de València desde julio de 1790 hasta diciembre de 1834.
Se trata del primer periódico de la ciudad de Valencia, fundado por Josep de la Croix y Pascual Marín en 1790. Se imprimió en la imprenta de José Estevan y Cervera hasta el 29 de agosto de 1790, fecha en la que empezó a trabajar la Imprenta del Diario, que subsistió hasta 1812, cambiando varias veces de imprenta. La acogida fue muy favorable, además de los ejemplares despachados en la imprenta o vendidos por los ciegos en las calles, contaba con 375 suscriptores en la ciudad de Valencia, 34 de otras poblaciones de la Comunidad, 16 en Madrid, 14 en el resto de España y 1 en Orán.
En la etapa inicial colaboraron en la redacción, entre otros eruditos valencianos, el abogado y poeta Joaquín Fusell y Gil, catedrático de árabe y bibliotecario de la universidad, que había contribuido mucho a la fundación del periódico; Francisco Bahamonde Sessé, poeta y académico de San Carlos de Valencia; el notario José Mariano Ortiz, conocedor de la historia y arqueología valenciana o el matemático Antonio Rosell Viciano.
El diario incluía noticias de interés local y general, exponiendo normas éticas o morales para fomentar la convivencia ciudadana dentro del espíritu de la época y tratando de adoctrinar con principios de gobierno y máximas de política general. Pero, sobre todo, estimuló los estudios relacionados con el pasado histórico de Valencia. Las páginas del periódico estuvieron abiertas desde sus comienzos a las cartas de los lectores.

## Proyecto Europeana Regia
El proyecto Europeana Regia se desarrolló durante 30 meses, desde enero de 2010 hasta junio de 2012. Con la colaboración de cinco grandes bibliotecas ubicadas en cuatro países y con el apoyo de la Comisión Europea, este programa permitió digitalizar más de 1000 extraordinarios manuscritos medievales y renacentistas. Todos ellos formaron parte en el pasado de tres grandes colecciones regias actualmente dispersas y que testimonian la actividad cultural europea en tres momentos históricos distintos: la Bibliotheca Carolina (s. VIII y IX), la Biblioteca de Carlos V de Francia y su familia (s. XIV) y la Biblioteca de los Reyes aragoneses de Nápoles (s. XV y XVI). Estos manuscritos están ahora plenamente accesibles a través de las webs de las bibliotecas participantes y también han sido incluidas en el portal Europeana.
El principal objetivo de Europeana Regia es construir, bajo la forma de una biblioteca virtual, la más importante colección real europea de documentos medievales y renacentistas. Este proyecto ofrecerá a los investigadores y al público general un medio para poder acceder a estos raros y preciosos textos, a través de plataformas como Gallica, Belgica, Manuscripta Mediaevalia y Europeana. 
Coordinado por la Bibliothèque nationale de France (BnF), en Europeana Regia participan cinco bibliotecas europeas: la Bayerische Staatsbibliothek de Munich (BSB), la Biblioteca de la Universitat de València (BHUV), la Herzog August Bibliothek de Wolfenbuttel (HAB) y la Koninklijke Bibliotheek de Bélgica (KBR). El proyecto incluye casi novecientos manuscritos representativos de la política, cultura, historia y arte de Europa.
El proyecto se centra en tres conjuntos de manuscritos que están actualmente dispersos en los diferentes países de las bibliotecas participantes: Manuscritos carolingios, Manuscritos de la biblioteca del Louvre durante los reinados de Carlos V y Carlos VI de Francia y la Biblioteca de los Reyes aragoneses de Nápoles. Además, el proyecto abarca una serie de actuaciones complementarias, como la definición de los procedimientos que seguirán las bibliotecas participantes (digitalización, organización de los metadatos, multilingüismo), la compilación de los metadatos mediante catalogación e indexación y el proceso de digitalización propiamente dicho.